# Minna Reijonen
Pour les articles homonymes, voir Minna (prénom) et Reijonen.
Minna Helmi Reijonen (née le 13 octobre 1972 à Nilsiä) est une femme politique finlandaise.

## Biographie
Minna Reijonen est diplômée en pharmacie en 1994 de l'Université de Kuopio et depuis lors elle a travaillé à la pharmacie de Nilsiä jusqu'à son élection en tant que députée.

## Carrière politique
Minna Reijonen a commencé sa carrière politique au conseil municipal de Nilsiä, où elle a été élue lors des élections municipales finlandaises de 2008 sur la liste des Chrétiens-démocrates.
La municipalité de Nilsiä est devenue un quartier de Kuopio en 2013 et, lors des élections municipales finlandaises de 2012, elle a été élue conseillère municipale de Kuopio, sur la liste du parti des Finlandais.
Aux élections municipales finlandaises de 2017, Minna Reijonen a remporté été réélue à Kuopio avec 1 190 voix,,,.
Elle est conseillère municipale de Kuopio depuis 2015.
Minna Reijonen est candidat à la députation pour la première fois lors des élections législatives finlandaises de 2011 dans la circonscription électorale de Savonie du Nord, sur la liste des  Chrétiens-démocrates.
Elle obtient 800 voix et n'est élue.
Aux élections législatives finlandaises de 2015, Minna Reijonen est candidate du parti des Finlandais et elle obtient 2 942 voix, soit le sixième plus grand nombre de candidats de son parti dans la circonscription de Savonie-Carélie, créée par la fusion des deux circonscriptions de Carélie du Nord et de Savonie du Nord.
Quatre ans plus tard, aux élections législatives finlandaises de  2019, Minna Reijonen est élue députée avec 4 874 voix.
Elle a obtenu le troisième plus grand nombre de voix du parti des Finlandais de la circonscription de Savonie-Carélie, derrière Sanna Antikainen et Jussi Wihonen.
Elle est réélue aux élections législatives finlandaises de  2023.